# 李艳军
李艳军（1964年—），河北容城人，汉族，中华人民共和国政治人物、第十二届全国人民代表大会河北地区代表。
毕业于北京联合大学。2013年，被选为全国人大代表。